# フランソワ・アフォルター
フランソワ・アフォルター（François Affolter, 1991年3月13日 - ）は、スイス・ビール/ビエンヌ出身の元同国代表サッカー選手。現役時代のポジションはDF、MF。

## 経歴
2008年からBSCヤングボーイズでプロキャリアをスタートさせ、9月14日のACベッリンツォーナ戦でデビューした。2012年、ドイツのヴェルダー・ブレーメンにレンタル移籍した。
2017年7月21日、スーパーリーグのFCルツェルンからMLSのサンノゼ・アースクエイクスへ加入し複数年契約を交わした。同年2月まで共にプレーしていたヤフミル・ヒカと再びチームメイトとなった。
2020年2月、FCアーラウに移籍した。

## 代表歴
スイス代表としてUEFA U-21欧州選手権2011に出場し準優勝に貢献した。